# Absolute First Album
Absolute First Album là album đầu tay của nhóm nhạc nữ thần tượng Hàn Quốc T-ara được phát hành vào ngày 27 tháng 11 năm 2009. Album đạt vị trí thứ 2 trên Gaon tuần. Theo kế hoạch ban đầu, đây lẽ ra phải là đĩa mở rộng nhưng sau đó công ty quyết định phát hành thành một album đầy đủ. Album này bao gồm bốn đĩa đơn trước đó của T-ara là "Good Person" (Ver. 1), "Lie", "T.T.L (Time to Love)", "T.T.L Listen 2" và hai đĩa đơn được ra mắt cùng ngày "Bo Peep Bo Peep", "Like the first time" cùng hai đĩa đơn "I Go Crazy Because Of You", "I'm Really Hurt" trong bản repackage "Breaking Heart". Riêng ca khúc "Good Person" (Ver. 1) được sáu thành viên chính thức hiện tại ghi âm lại thành "Good Person" (Ver. 2).

## Phát hành và tái phát hành
Tháng 11 năm 2009, Core Contents Media thông báo T-ara sẽ ra mắt mini-album đầu tiên. Tuần sau, Core Contents thay đổi quyết định ban đầu và phát hành album đầu tay cho T-ara theo dạng kỹ thuật số vào ngày 27 tháng 11 thay vì mini-album. Đến ngày 2 tháng 12, T-ara phát hành album của mình dưới dạng đĩa CD. Ngay khi ra mắt, Absolute First Album giành vị trí thứ 2 trên Gaon tuần. Hai đĩa đơn của album là "Bo Peep Bo Peep" và "Like the first time" lần lượt đạt vị trí thứ 4 và thứ 10 trên Gaon tuần.
Trước khi phát hành album, Core Contents Media đã tổ chức một cuộc khảo sát mà công chúng phải lựa chọn giữa "Bo Peep Bo Peep" hoặc "Cheoeum Cheoreom" (tiếng Hàn Quốc: 처음처럼, "Like The First Time") để chọn ra ca khúc chủ đề cho album. 9.000 người đã tham gia cuộc khảo sát trên nhiều cổng thông tin âm nhạc khác nhau, trong đó 53% (4.770 người) chọn "Like The First Time" thay vì "Bo Peep Bo Peep". Tuy nhiên, "Bo Peep Bo Peep" lại được quảng bá trên các chương trình âm nhạc vì những lý do nào đó.
Năm 2010, trong lúc T-ara đang quảng bá ca khúc "Like The First Time" thì giọng ca chính Soyeon bất ngờ được bác sĩ chẩn đoán là cô bị nhiễm cúm H1N1 nên hoạt động quảng bá đành phải dừng lại.
Đầu tháng 2 năm 2010, có thông báo rằng T-ara sẽ phát hành phiên bản repackaged nhằm để cảm ơn người hâm mộ đã ủng hộ cho nhóm trong album đầu tay của mình. Ngày 23 tháng 2 năm 2010, T-ara tái phát hành album đầu tay của mình với đĩa đơn chủ lực "Neo Ttaemune Michyeo" (tiếng Hàn Quốc: 너 때문에 미쳐, "I Go Crazy Because Of You", "You Drive Me Crazy") do Wheesung sáng tác, lần lượt đạt vị trí thứ nhất và thứ 31 trên bảng xếp hạng Gaon. Ngày 3 tháng 3 năm 2010, nhóm phát hành bản repackage vật lý Breaking Heart cùng đĩa đơn thứ hai "Naega Neomu Apa" (tiếng Hàn Quốc: 내가 너무 아파, "I'm Really Hurt"), giữ vị trí thứ 2 trên Gaon tuần và thứ 35 trên Gaon năm với 40.695 bản đĩa được bán ra.

## Danh sách bài hát
| Absolute First Album | Absolute First Album                                 | Absolute First Album            | Absolute First Album            | Absolute First Album            | Absolute First Album |
| STT                  | Nhan đề                                              | Phổ lời                         | Phổ nhạc                        | Hòa âm                          | Thời lượng           |
| -------------------- | ---------------------------------------------------- | ------------------------------- | ------------------------------- | ------------------------------- | -------------------- |
| 1.                   | "One & One"                                          | Shinsadong Tiger, Choi Kyu-Sung | Shinsadong Tiger, Choi Kyu-Sung | Shinsadong Tiger                | 02:36                |
| 2.                   | "Cheoeum Cheoreom" (처음처럼, "Like the First Time") | "hitman" bang                   | "hitman" bang                   | Wonderkid                       | 04:05                |
| 3.                   | "Bo Peep Bo Peep"                                    | Shinsadong Tiger, Choi Kyu-Sung | Shinsadong Tiger, Choi Kyu-Sung | Shinsadong Tiger, Choi Kyu-Sung | 03:45                |
| 4.                   | "Tic Tic Toc"                                        | Ahn Young-min                   | Ahn Young-min                   | Davina                          | 03:19                |
| 5.                   | "Bye Bye"                                            | Nam Ki-sang, Kang Jung-myung    | Nam Ki-sang                     | Nam Ki-sang                     | 03:34                |
| 6.                   | "Apple is A"                                         | Ahn Young-min                   | Cho Young-soo                   | Cho Young-soo                   | 03:10                |
| 7.                   | "Falling U"                                          | Han Sang-won                    | Han Sang-won                    | Yoon Young-min                  | 03:29                |
| 8.                   | "Neoneoneo" (너너너, "You You You")                  | Kim Do-hoon, Kim Ki-bum, Rhymer | Kim Do-hoon, Kim Ki-bum         | Kim Do-hoon                     | 03:40                |
| 9.                   | "Geojitmal" (Dance Ver.) (거짓말, "Lie")             | Ahn Young-min                   | Cho Young-soo                   | Cho Young-soo                   | 03:46                |
| 10.                  | "T.T.L (Time To Love)" (featuring Choshinsung)       | Hwang Sung-jin, Rhymer, Joosuc  | Kim Do-hoon                     | Lee Sang-ho                     | 03:38                |
| 11.                  | "Geojitmal" (Slow Ver.)                              | Ahn Young-min                   | Cho Young-soo                   | Cho Young-soo                   | 03:58                |
| 12.                  | "T.T.L Listen.2" (featuring Choshinsung)             | Rhymer, Sangchu                 | Kim Do-hoon, Rhymer             | Kim Ki-wan                      | 03:31                |
| 13.                  | "Joheun Saram" (좋은 사람, "Good Person")            | K-SMITH                         | Han Sung-ho                     | Kim Jae-yang                    | 03:33                |
| 14.                  | "Norabollae?" (놀아볼래?, "Wanna Play?")             | Ahn Young-min                   | Cho Young-soo, Kim Tae-hyun     | Cho Young-soo, Kim Tae-hyun     | 02:53                |
| Tổng thời lượng:     | Tổng thời lượng:                                     | Tổng thời lượng:                | Tổng thời lượng:                | Tổng thời lượng:                | 48:17                |

| Breaking Heart [Repackage Album] | Breaking Heart [Repackage Album]                              | Breaking Heart [Repackage Album] | Breaking Heart [Repackage Album] | Breaking Heart [Repackage Album] | Breaking Heart [Repackage Album] |
| STT                              | Nhan đề                                                       | Phổ lời                          | Phổ nhạc                         | Arrangement                      | Thời lượng                       |
| -------------------------------- | ------------------------------------------------------------- | -------------------------------- | -------------------------------- | -------------------------------- | -------------------------------- |
| 15.                              | "Neo Ttaemune Michyeo" (너 때문에 미쳐, "You Drive Me Crazy") | Wheesung                         | Cho Young-soo, Kim Tae-hyun      | Cho Young-soo, Kim Tae-hyun      | 03:14                            |
| 16.                              | "Naega Neomu Apa" (내가 너무 아파, "I'm In Pain")             | Shinsadong Tiger, Choi Kyu-sung  | Shinsadong Tiger, Choi Kyu-sung  | Shinsadong Tiger, Choi Kyu-sung  | 03:13                            |
| Tổng thời lượng:                 | Tổng thời lượng:                                              | Tổng thời lượng:                 | Tổng thời lượng:                 | Tổng thời lượng:                 | 54:44                            |

## Xếp hạng

### Album
| Bảng xếp hạng            | Xếp hạng cao nhất |
| ------------------------ | ----------------- |
| Gaon Weekly Album Chart  | 2                 |
| Gaon Monthly Album Chart | 6                 |

### Repackage
| Bảng xếp hạng            | Xếp hạng cao nhất |
| ------------------------ | ----------------- |
| Gaon Weekly Album Chart  | 2                 |
| Gaon Monthly Album Chart | 4                 |
| Gaon Yearly Album Chart  | 35                |

### Doanh số
Breaking Heart
| Bảng xếp hạng           | Doanh số bán hàng |
| ----------------------- | ----------------- |
| Gaon Yearly Album Chart | 40.695 bản        |

### Bài hát
| Ca khúc                                                                  | Xếp hạng cao nhất         | Xếp hạng cao nhất          | Xếp hạng cao nhất         |
| Ca khúc                                                                  | Gaon Weekly Digital Chart | Gaon Monthly Digital Chart | Gaon Yearly Digital Chart |
| ------------------------------------------------------------------------ | ------------------------- | -------------------------- | ------------------------- |
| "Bo Peep Bo Peep"                                                        | 4                         | 17                         | ㅡ                        |
| "Like the first time"                                                    | 10                        | 9                          | ㅡ                        |
| "I Go Crazy Because Of You"                                              | 1                         | 3                          | 16                        |
| "I'm Really Hurt"                                                        | 31                        | 40                         | ㅡ                        |
| "Apple is A"                                                             | 71                        | ㅡ                         | ㅡ                        |
| "—" nghĩa là không được xếp hạng hay không phát hành ở bảng xếp hạng đó. |                           |                            |                           |